# Liste der Baudenkmale in Milow
In der Liste der Baudenkmale in Milow sind alle Baudenkmale der Gemeinde Milow (Landkreis Ludwigslust-Parchim) und ihrer Ortsteile aufgelistet (Stand: Januar 2021).

## Milow
| ID | Lage                 | Bezeichnung                 | Beschreibung | Bild                        |
| -- | -------------------- | --------------------------- | --- | --------------------------- |
|    | (Karte)              | Kirche mit Backsteinmauer   | Feldsteinkirche vom 14. Jahrhundert mit Dachreitertürmchen aus Fachwerk vom 17. Jh. mit Pyramidendach; Schnitzaltar vom 16. Jh. | Weitere Bilder              |
|    | Lindenstraße 5       | Scheune                     | |                             |
|    | Lindenstraße         | Wegweiserstein              | |                             |
|    | Lindenstraße (Karte) | Gefallenendenkmal 1914/1918 | | Gefallenendenkmal 1914/1918 |

## Deibow
| ID | Lage                  | Bezeichnung                                        | Beschreibung | Bild           |
| -- | --------------------- | -------------------------------------------------- | ------------ | -------------- |
|    | Dorfstraße 9 (Karte)  | Wohnhaus mit Scheune                               |              |                |
|    | Dorfstraße 13 (Karte) | Wohnhaus                                           |              |                |
|    | Dorfstraße 14 (Karte) | Bauerngehöft/Wohnhaus und 3 Stallscheunen          |              |                |
|    | Dorfstraße 21 (Karte) | Wohnhaus                                           |              |                |
|    | Dorfstraße 22 (Karte) | Wohnhaus                                           |              |                |
|    | Dorfstraße 25 (Karte) | Bauerngehöft/Wohnhaus, Scheune und Hofmauer Deibow |              |                |
|    | Dorfstraße            | Bismarck-Denkmal                                   |              |                |
|    | Dorfstraße (Karte)    | Kirche                                             |              | Weitere Bilder |

## Görnitz
| ID | Lage                            | Bezeichnung | Beschreibung | Bild |
| -- | ------------------------------- | ----------- | ------------ | ---- |
|    | Straßengabelung Grittel/Krinitz | Jahrestein  |              |      |

## Krinitz
| ID | Lage                                 | Bezeichnung                            | Beschreibung | Bild                                   |
| -- | ------------------------------------ | -------------------------------------- | ------------ | -------------------------------------- |
|    | Friedhof                             | Soldatengrab                           |              |                                        |
|    | (Karte)                              | Gefallenendenkmale 1914/18 und 1939/45 |              | Gefallenendenkmale 1914/18 und 1939/45 |
|    | Lenzener/Ringstraße                  | Wegweiserstein                         |              |                                        |
|    | Ringstraße                           | Kopfsteinpflasterung                   |              |                                        |
|    | Straße nach Gorlosen (Nähe Meynbach) | 2 Grenzsteine                          |              |                                        |

## Milow-Ausbau
| ID | Lage | Bezeichnung | Beschreibung | Bild |
| -- | ---- | ----------- | ------------ | ---- |
|    |      | Wohnhaus    |              |      |

## Semmerin
| ID | Lage                  | Bezeichnung                 | Beschreibung | Bild                        |
| -- | --------------------- | --------------------------- | ------------ | --------------------------- |
|    | Dorfstraße 10 (Karte) | Gasthof                     |              |                             |
|    | Dorfstraße 11 (Karte) | ehemalige Schule            |              |                             |
|    | Dorfstraße (Karte)    | Gefallenendenkmal 1914/1918 |              | Gefallenendenkmal 1914/1918 |
|    | Dorfstraße            | Kopfsteinpflasterung        |              |                             |